# Erasmus D. Keyes
Erasmus Darwin Keyes (Brimfield, 1810. május 29. – Nizza, 1895. október 14.) üzletember, bankár, tábornoki rangot elért hivatásos katonatiszt volt. Az amerikai polgárháború kezdetén a Potomac hadsereg IV. hadtestének vezetője volt.

## Ifjúsága és pályafutása
Keyes a Massachusetts állambeli Brimfieldben született. Még gyerekkorában a család Maine államba költözött Kennebec megyébe. Apja, Justus elismert orvos és sebész volt, de Erasmus katonai karriert óhajtott magának és 1828 júliusában beiratkozott a West Point katonai akadémiára. Kadétként együtt szolgált Robert E. Lee-vel, George G. Meade-del és Montgomery Blairrel. 45 fős évfolyama 10. eredményével végzett 1832-ben és a 3. US tüzérezredhez került tiszteletbeli hadnagy rangjában.
Keyes a nullifikációs krízis, vagyis 1832-33 folyamán a charlestoni öbölben szolgált mint Winfield Scott vezérőrnagy hadsegédje. Ezt a beosztást 1837-től 1841-ig ismét ellátta. 1841. november 30-án előléptették a hivatásos hadsereg századosává. 1844-ig különböző helyőrségekbe kapott beosztást, majd tüzérségi és lovassági oktató lett a West Pointon. Bancroft szerint ellentmondások találhatók az idézett forrásokban Keyes west pointi szolgálatával kapcsolatban. Meehan szerint 1848-ig szolgált, Boatner szerint meg 1858-ig. Ez utóbbival Bancroft ellentmondásban áll, hiszen 1855 decemberétől Keyest Oregon és Washington területén tartózkodónak véli. 1844 folyamán a West Point látogatói bizottságának tagja volt.
West Point után a 3. tüzérezredhez tért vissza, amellyel 1854-ben a Horn-fok megkerülésével Kaliforniába hajózott és a csendes-óceáni határvidéken látott el helyőrségi szolgálatot, illetve kisebb hadjáratokon is részt vett egészen 1860-ig. 1855 őszén kitört a Puget-öbölbeli háború. Keyes M tüzérségi századát Fort Steilacoomba helyezték át. 1856 januárjában kétszer is megpróbálták elfogni Leschi főnököt, az indián erők vezetőjét, de sikertelenül.
1856. március 4-én 100 hivatásos katonával részt vett a White River (Fehér-folyó) melletti összecsapásban a Muckleshoot törzs prérijén. A Spokane – Coeur d'Alene – Paloos háború során Keyes századost egy különítmény dragonyossal előreküldték, hogy hozzák létre Fort Taylor erődjét és a Snake-folyón (Kígyó-folyó) keresztül közlekedő kompot, hogy George Wright tábornok hadserege átkelhessen rajta. A következő hadjáratban már négy századnyi puskákkal felszerelt tüzért irányított a Four Lakes ütközetben az egymással szövetséges törzsek ellen. Nem sokkal az ütközet után, 1858. október 12-én Keyes megkapta őrnagyi előléptetését. Scott vezénylő tábornok 1860. január 1-jével alezredesi rangban kinevezte Keyest hadügyi titkárának, mely pozíciót 1861 áprilisáig töltötte be.

## A polgárháború

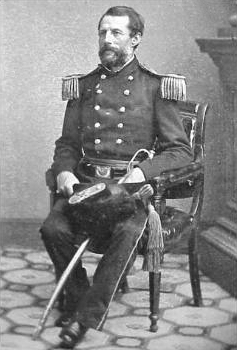
Keyes a 11. US gyalogezred egyenruhájában, dandártábornoki előléptetése előtt.

### Fort Pickens
1861. március 31-én Scott Pensacola Harbor térképével Sewardhoz küldte, aki utasítást adott, hogy Montgomery C. Meigs hadmérnökkel közösen készítsenek tervet a Fort Pickens megerősítésére. Keyes és Meigs ezután kikalkulálták a szükséges tonnamennyiséget élelmiszerből, eszközökből és hadifölszerelésből, hogy az erődöt hat hónapra ellássák. Délután bemutatták tervüket a Fehér Házban Sewardnak és Lincolnnak, és utóbbi azt a kurta utasítást adta, hogy menjenek vissza Scotthoz és lássanak neki a feladat kivitelezésének. Scott nem volt különösebben boldog, hogy Fort Pickens miatt elvesztette a titkárát, de beleegyezett. 
Másnap megnyerték a Pickensbe indított ellátóflotta vezetésének Harvey Brown ezredest, a tüzérség haderőnemének felügyelőjét. Seward és Lincoln parancsot adott, hogy New Yorkból induljon a flotta négy századnyi katonával és Meigsszel mint az erőd mérnökével Pickensbe. Keyes április 4-én ért New Yorkba és nekilátott a készletek rekvirálásának a különböző hadügyi hivataloktól. Április 6-án az Atlantic nevű gőzös elindult Brownnal és Meigsszel, az Illinois gőzös két nappal később követte. Az erősítések rendben elérték a Pickens-erődöt és mikor a konföderációs haderő öt hónappal később megpróbálta megostromolni, a kísérletet visszaverték. Seward nem sokkal április 7-e után visszarendelte Keyest Scott alá, de Scott időközben már betöltötte az állását, ezért Lincolnhoz fordult, aki hamarosan gondoskodott az előléptetéséről.

### Bull Run
Keyes 1861. május 14-én a 11. US gyalogezred ezredese lett. Ezután  rövid ideig a New York állam kormányzójának Edwin D. Morgannek törzstisztje lett és a milícia felállítását felügyelte.
Az első bull run-i csatában Keyes Daniel Tyler dandártábornok 1. hadosztályának 1 dandárját irányította. Ezután Keyes dandárját irányította. 1861. november 9-én megkapta első hadosztályparancsnoki beosztását, melyet 1862. március 13-áig látott el. 1861 augusztusában előléptették az önkéntes hadsereg dandártábornokává és az előléptetés hatályát visszadátumozták 1861. május 17-re, mely az Unió hadseregének harmadik számú dandártábornokává tette. 1862. március 14-én Lincoln elnök kibocsátott egy rendeletet, melyben a Potomac hadseregben hadtesteket szervezett. A IV. hadtestnek Keyes kapta az irányítását. Amikor George B. McClellan vezérőrnagy Virginia-félszigeti hadjárata 1862 tavaszán Richmond bevételének céljával elindult, Keyes feltűnés nélkül vezette csapatait.
Keyes erői ütközetbe bocsátkoztak Lee's Mill-nél, Yorktown ostrománál, Bottom's Bridge-nél, Savage's Stationnél, Seven Pinesnál (Fair Oaks), Charles City kereszteződésnél, Malvern Hillnél, és Harrison's Landingnél. A Seven Pines-i ütközetben Fair Oaksnál tanusított bátor magaviselete miatt Keyes a hivatásos hadsereg tiszteletbeli dandártábornoki rangjára emelkedett. A Hétnapos csata után McClellan elégedetlen volt és bár minden hadtestparancsnokát és hadosztályparancsnokát előlétette vezérőrnaggyá, Keyes maradt dandártábornok. 1862 augusztus elején a hadsereg hadtestenként visszatért a Virginia-félszigetről Washington D. C. területére, de Keyest és a IV. hadtest egyik hadosztályát véglegesen a félszigeten hagyták, mint John A. Dix vezérőrnagy vezette James adminisztrációs hivatal megszálló ereje. 1863. március 12-én Abraham Lincoln indítványozta Keyes vezérőrnagyi előléptetését az önkéntes hadseregben, melynek hatályát visszadátumozták 1862. május 5-ére és a szenátus március 13-án beleegyezését adta. A IV. hadtest mellett a Yorktown körzet parancsnoka is volt, a VII. hadtest parancsnoka és a virginiai Suffolkban állomásozó hadosztály parancsnoka. Keyes mindemellett 1863. január 7-én portyát vezetett White House ellen, 1863. május 7-én pedig expedíciót a virginiai West Point ellen.

### Gettysburgi hadjárat
A Gettysburg hadjárat idején Keyes összekülönbözött Dixszel, mert nem volt képes kivitelezni utóbbinak a stratégiai elképzelését, vagyis egy erős, Richmond ellen irányuló műveletet, amely elérítette volna a konföderációs erősítéseket Robert E. Lee Pennsylvaniában harcoló hadseregétől, az Észak-virginiai hadseregtől. Keyes Talleysvillenél nem kereste a D. H. Hill vezérőrnagy irányította konföderációs erőkkel a megütközést, hanem egy Dix szemében gyengébb ellenfél elől meghátrált és visszavonult, így Dix kénytelen lett elmozdítani. Noha Keyes vizsgálatot kért az elmozdításának ügyében, de ezt soha nem indították meg. Ezután különböző bizottságokban vett részt és felügyeleti szerveknél látott el munkákat, mint például a fogyatékkal nyugdíjazott tisztek tanácsát 1863. július 15-től egészen 1864. május 6-i leszerelése idejéig.

## A polgárháború utáni élete

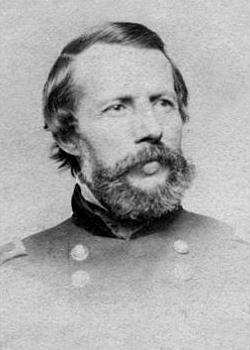

Harctéri szolgálata után Keyes San Franciscóba költözött, ahol gazdag és befolyásos lett. 1866-ban katolikussá keresztelkedett. 1867-től 1869-ig egy mexikói aranybánya igazgatója volt és 1868-tól 1872-ig a kaliforniai borkultúra megőrzéséért létrejött társaság alelnöke. Az elnökség mellett megtakarítási, kölcsönzési és befektetési üzleteket bonyolított.
Keyes tagja lett a kaliforniai Military Order of the Loyal Legion of the United States szervezetének, melyben sok másik uniós tiszt és leszármazottaik is részt vettek.
A The Century Company kiadásában megjelent a Battles and Leader of the Civil War című kiadványsorozat, melynek a The Rear Guard at Malvern Hill (A Malvern Hill-i utóvéd) című darabját Keyes írta. 1884-ben megjelentette a Fifty Years' Observation of Men and Events című művet, amit száz évvel később, 1988-ban újrakiadtak, de ekkor már Fighting Indians in Washington Territory címmel. A From West Point to California című könyvét hosszú idővel halála után adták ki, 1950-ben.
85 éves korában európai utazásán halt meg Nizzában, Franciaországban. Ma a West Point temetőjében van örök nyugalomra helyezve. Fia, Edward Lawrence Keyes híres urológus lett.

## Fordítás
- Ez a szócikk részben vagy egészben  az   Erasmus D. Keyes című angol Wikipédia-szócikk ezen változatának fordításán alapul.  Az eredeti cikk szerkesztőit annak laptörténete sorolja fel. Ez a jelzés csupán a megfogalmazás eredetét és a szerzői jogokat jelzi, nem szolgál a cikkben szereplő információk forrásmegjelöléseként.